# Baarle-Nassau
Baarle-Nassau (phát âmⓘ) là một đô thị ở phía nam Hà Lan.
Đô thị này có mối quan hệ gần gũi, với biên giới phức tạp, với vùng đất tách ra của Bỉ là Baarle-Hertog. Baarle-Hertog bao gồm 26 khu đất riêng biệt. Ngoài khu đất chính (gọi là Zondereigen) nằm ở phía bắc của thị xã Bỉ Merksplas, có 22 vùng đất tách ra ở Hà Lan và 3 khu đất nằm trên biên giới Hà Lan-Bỉ. Cũng có 7 khu đất tách Hà Lan nằm trong các khu đất tách ra của Bỉ. Đường biên giới phức tạp như vậy là do một số hiệp ước, thỏa thuận phức tạp bình đẳng thời Trung cổ giữa các công tước và chủ đất.

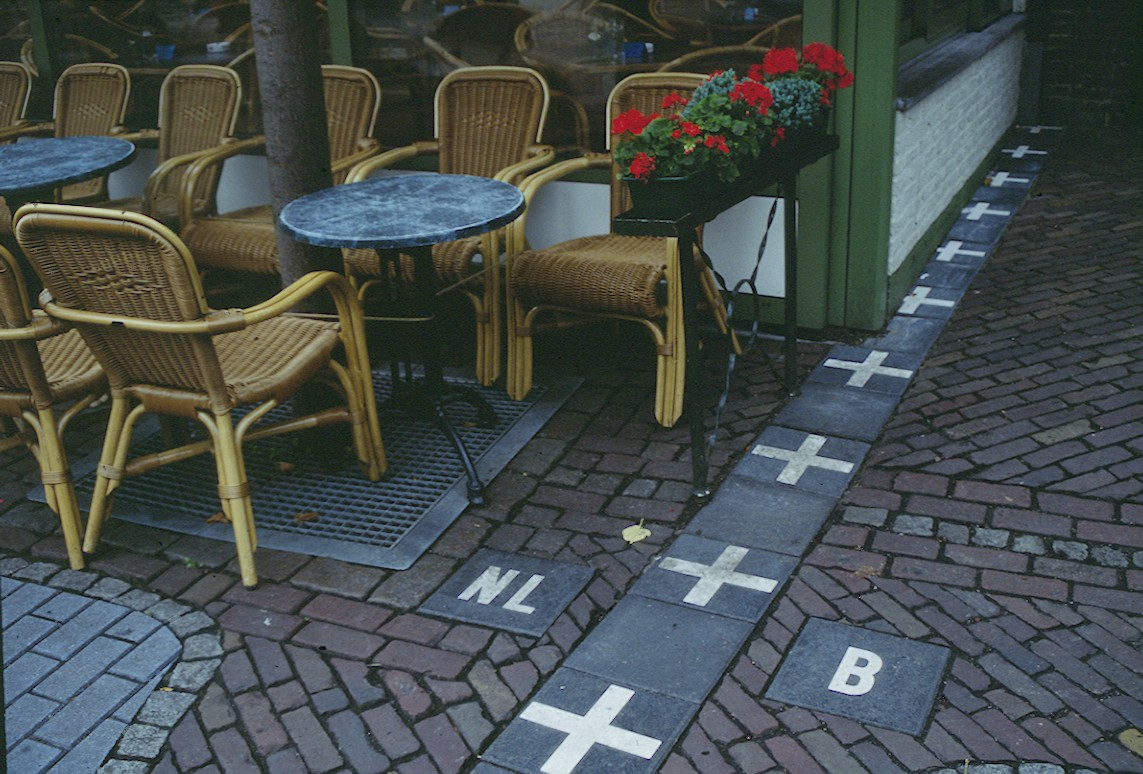
Biên giới giữa Bỉ và Hà Lan ở Baarle-Nassau.

|  |

## Các trung tâm dân số
- Baarle-Nassau (dân số: 5.330)
- Ulicoten (1.110)
- Castelré (140)